# Animal Magnetism
Animal Magnetism е седмият студиен албум на германската рок група „Скорпиънс“, издаден през 1980 г. в Европа от „Харвест Рекърдс“ и в Съединените американски щати от „Мъркюри Рекърдс“. Записите са направени между декември 1979 г. и февруари 1980 г. в студио „Диркс“ в Кьолн, Германия, но за разлика от предишните им албуми, този е направен в студио две, защото по това време основното се преработва. Animal Magnetism е първият албум, изцяло композиран и записан от класическия състав на „Скорпиънс“, включващ Клаус Майне (вокали), Рудолф Шенкер (ритъм китара), Матиас Ябс (основна китара), Херман Раребел (барабани) и Франсис Буххолц (бас). С този състав те постигат през 80-те и началото на 90-те години на 20-и век най-големия световен търговски успех на групата, който се отразява положително на влиянието и популярността им.
Албумът получава както отрицателни, така и положителни оценки от музикалните критици и специализираната преса. За някои той е разочароващ в сравнения с предшественика си Lovedrive (1979), но въпреки сериозните критики Animal Magnetism съдържа класически песни. Британският журналист Малкълм Доум го определя, като „несправедливо подценен“ албум. В световните музикални класации изданието се класира на подобни позиции като предишния им албум и за първи път влиза в националната класация на Канада. Обложката, създадена отново от „Хипнозис“, поражда известен спор с американските дистрибуторски магазини, но за разлика от предишните им произведения не е цензурирана.
Последвалото световно концертно турне Animal Magnetism Tour започва през април 1980 г. и завършва през октомври същата година, преминавайки в Европа, Канада и Съединените американски щати с повече от сто изпълнения. В средата на 80-те години, Канадската асоциация на звукозаписната индустрия издава златен сертификат на Animal Magnetism за 50 000 продадени копия в Канада. На 28 октомври 1991 г., албумът получава и платинен сертификат за продадени повече от 1 000 000 бройки в САЩ от Асоциацията на звукозаписната индустрия в Америка.
През 2015 г., по повод 50-ата годишнина на „Скорпиънс“, албумът е ремастериран и издаден с шест бонус песни, които включват издадената през 1980 г., като сингъл Hey You и демо версии на някои песни от албума, както и на по-ранни и издадени по-късно техни записи.

## Описание
От средата на 70-те години, „Скорпиънс“ имат за цел да свирят в Съединените американски щати, но нямат подкрепата на „Ар Си Ей Рекърдс“. След като договорът им със звукозаписната компания изтича, групата не го подновява и решава да подпише с компанията „Брейз Мюзик“ на продуцента Дитер Диркс. С цел да ги направи достъпни на американския пазар, „Брейз Мюзик“ постига споразумение с „Мъркюри Рекърдс“ и с агенцията „Лийбър енд Кребс“, първите да разпространява техните записи в тази страна, а вторите да координират серия от бъдещи концерти там. През 1979 г. като част от промоционалното турне на Lovedrive, „Скорпиънс“ правят и първия си концерт в Съединените американски щати. Дори когато откриват концерти за други изпълнители, изпълненията им са добре приети, а това налага „Мъркюри Рекърдс“ и „Лийбър енд Кребс“ да принудят групата да запише нов албум и възможно най-скоро да започне ново турне в Съединените американски щати.

## Композиране и записване
Записите са направени между декември 1979 г. и февруари 1980 г. в студио „Диркс“ в Кьолн, Германия. Продуциран от германеца Дитер Диркс, Animal Magnetism за разлика от предишните им албуми, трябва да бъде записан в студио две, тъй като основното студио едно, е в процес на ремонт. Условията за работа не са идеални, защото второто студио е много по-малко и с малка контролна зала, спрямо основната. В тази връзка, барабанистът Херман Раребел в интервю през 1981 г. заявява, че са принудени да работят в тези условия, защото голяма част от промоционалното им турне е вече насрочено, дори преди записите да започнат.
Херман Раребел е ангажиран повече в процеса на писане на песни, той е автор или съавтор на текстовете на седем от десетте песни в Animal Magnetism. Албумът започва с Make it Real, арена рок песен, в която китарите на Матиас Ябс и Рудолф Шенкер мелодично подкрепят гласа на Клаус Майне. Освен че я смята за една от любимите си, Херман Раребел, който е и автор на текста, посочва, че в него става дума за преследване на мечтите и тяхното сбъдване. Базирана върху събитие, случило се се на барабаниста, Don't Make No Promises (Your Body Can't Keep) разказва историята на жена, която го убеждава да правят секс, но когато идва моментът, той разбира, че гърдите ѝ са фалшиви и носи перука. Приличаща на Another Piece of Meat от предходната година, поради агресивния си, метъл звук и поради „мръсните си текстове“, това е единствената песен в изданието, в която Матиас Ябс е съавтор. За разлика от нея, Hold Me Tight е по-бавна хардрок песен и разказва историята на двойка, разделена поради начина на живот на рок музиканта. Twentieth Century Man следва същата линия по отношение на темпото, но представя лека фънк нотка в своя ритъм, в нея „Майне се оплаква от загубата на човешка връзка в ерата на технологиите“.
Lady Starlight, е единствената „мощна балада“ в албума, с текст, напомнящ времето на Улрих Джон Рот според критика Мартин Попоф, поради посланието си за самота и изгубена любов. В нея, групата включва за първи път струнна и духова част. Мястото в студио две в Кьолн е малко и оркестровите аранжименти трябва да бъдат записани в „Манта Саунд Студиос“ в Торонто, Канада, под диригентството на диригента Алън Макмилан. Falling in Love е написана изцяло от Херман Раребел по време на турне и пресъздава китарния риф за Матиас Ябс и Рудолф Шенкер, за да го транскрибират на китара. Според Мартин Попоф, песента притежава „солидна, неустоима, ритмична арена рок мелодия“ и има известни прилики с по-късната Rock You Like a Hurricane. Only a Man е създадена от китарен риф на Рудолф Шенкер, а по негова молба да напише нещо мръсно, Херман Раребел пише текста.
The Zoo е създадена, когато за първи път „Скорпиънс“ посещават Ню Йорк, по време на Lovedrive Tour. Рудолф Шенкер казва, че един агент ги кани да разгледат града, с думите „това е зоологическата градина“. След като композира основния риф, китаристът го представя на Клаус Майне, който пише текста вместо него. Въпреки че е една от най-популярните им песни, те не са доволни от първоначалния резултат, но не могат да променят нищо, тъй като звукозаписната компания вече поръчва песните. Поради тази причина, Рудолф Шенкер посочва, че версията на живо е много различна от студийната. Последната песен, Animal Magnetism, е най-бавната в албума. Тя има „мъчителен ритъм“, воден от барабани, „пъргави и умели китари“ и „още по-мъчителни текстове“. Според Мартин Попоф, тази песен „стои като свидетелство за таланта, тоновете и изпълненията на групата“. Hey You е песен, изпята от Рудолф Шенкер и Клаус Майне, която се отличава с по-съвременен звук и прост ритъм. Песента е записана по време на записите на Animal Magnetism, но по това време е издадена само като сингъл в Германия и не е включена в албума.

## Издаване и представяне
Animal Magnetism е издаден на 31 март 1980 г. от „Харвест Рекърдс“/„И Ем Ай Рекърдс“ в Европа и в Съединените американски щати от „Мъркюри Рекърдс“. На 5 юли същата година, достига № 52 в „Билборд 200“ и остава в класацията на САЩ общо 21 седмици. На 8 март 1984 г. Асоциацията на звукозаписната индустрия в Америка издава златен сертификат на албума и платинен на 28 октомври 1991 г., след като Animal Magnetism се продава в повече от милион копия в Съединените американски щати. В Канада, той влиза в националната класация и на 19 юли 1980 г. достига най-високата си позиция № 76. В допълнение, през 1985 г. Канадската асоциация на звукозаписната индустрия му присъжда златен статус за продажба на повече от петдесет хиляди копия в Канада. Animal Magnetism заема 12-то място в Германия и остава общо 25 седмици в класацията. Той също достига № 23 в „Ю Кей Албумс Чарт“ в Обединеното кралство и № 37 в Швеция.
За допълнителното популяризиране на албума „Скорпиънс“ издават четири сингъла от него през 1980 г. – промоционалният Lady Starlight, Make it Real, The Zoo и издаденият само в Япония Only a Man. Вторият и третият от тях, влизат в „Ю Кей Сингълс Чарт“ във Великобиртания, съответно на 72-ро и 75-о място. На 11 април 1980 г. в германския град Кауниц започва промоционалното турне Animal Magnetism Tour, което им позволява да свирят за първи път в Канада. От края на май и до началото на август, те свирят отново в Съединените американски щати, като подгряваща група главно на Тед Нюджънт, което им помагат да се позиционират на местния пазар. Последният концерт, е на 28 октомври 1980 г. в Лондон, Англия.

## Обложката
Британският графичен дизайнер Сторм Торгерсън от „Хипнозис“ създава обложката, която показва жена и куче, коленичили пред мъж с гръб към камерата. Според вокалиста Клаус Майне, те се свързват отново със същата фирма: „искахме да повторим атмосферата (на обложката на Lovedrive), знаейки, че с „Хипнозис“ веднага ще намерим правилната обложка“. Считана от Клаус Майне за „сексуална обложка“, изображението генерира критики в Съединените американски щати, тъй като разпространителите смятат, че нарушава религиозните права и го определят като „неморален акт“. През 1984 г. вокалистът казва, че много хора смятат снимката за женомразка, поради факта, че жената на нея, е на колене. В тази връзка, Сторм Торгерсън коментира в интервю: „Това беше смешно (...) Не мисля, че и ние го разбрахме, единственото, което знаех, е че някъде има нещо грубо“.
Години по-късно, в интервю басистът Франсис Буххолц добавя: „Херман измисли заглавието за албума – Animal Magnetism и всички го харесахме, защото е интересно заглавие. Имахме този човек Сторм, който правеше обложките на „Пинк Флойд“, мисля, че той направи тази с човека с пламъците. И така Сторм дойде с идеята за обложката на Animal Magnetism, която лично на мен не ми хареса, но останалата част от групата я хареса. Харесах обаче кучето.

## Коментари на критиците
Animal Magnetism получава предимно положителни отзиви от музикалните критици. Едуардо Ривадавия от „Ултимейт Класик Рок“ посочва, че с този албум, групата започва „осемдесетте години с очи, насочени към Съединените щати, както вече са направили в Европа и дори в Япония“. Освен това той прави класация, за да квалифицира албумите на групата от най-лошите до най-добрите и поставя Animal Magnetism на шесто място. Малкълм Доум от „Класик Рок“ го посочва като четвъртия от албумите на групата, отбелязвайки, че той „...страда от това, че е в средата на пробивните им албуми Lovedrive и Blackout“ и го нарича „несправедливо подценен“ албум. Уил Харис от онлайн списанието „Поп Мастърс“, в рецензията си на компилацията The Bad for Good: The Very Best of Scorpions, пише: „Оттам нататък групата продуцира Animal Magnetism през 1980 г., албум, който освен че съдържа сингъла The Zoo, също има обложка, която може би е вдъхновила песента на „Спайнал Тап“ - Bitch School“. Дейвид Фрике от „Ролинг Стоун“ отбеляза, че не е „толкова страхотен“ като Lovedrive, но има „неистови рок песни като Falling in Love и доста комерсиални като Make It Real“.
Бари Вебър от сайта „Олмюзик“ му дава две и половина звезди от пет възможни и заявява, че „той е донякъде разочароващ в сравнение с предшественика си“, въпреки факта, че съдържа някои класики като The Zoo и Make it Real и добавя: „Въпреки че далеч не е лош, Animal Magnetism не е връх в кариерата за „Скорпиънс““. На подобно мнение е Фрейзър Люри от „Класик Рок“, в рецензията си на ремастираното издание по повод 50-ата годишнина на групата, отбелязва: „Animal Magnetism е лишен от блясък, но включва най-добрия момент на групата, The Zoo, вълнуващ, хипнотичен трибют към квартала на червените фенери в Ню Йорк“. Въпреки това той му дава оценка седем от десет. Адам Маккан от сайта „Метъл Диджест“ пише, че с Animal Magnetism групата продължава да се придържа към усещането за хардрок и хевиметъл, което им дава успех в предишния им албум и по-късно през следващите години ги прави „колосални звезди“. Той сравнява „Скорпиънс“ с „Джудас Прийст“ и „Моторхед“ в началото на 80-те години на 20-и век, както и с процъфтяващата по същото време Нова вълна в британския хевиметъл.

## Ремастирано издание за 50-ата годишнина
Във връзка с честването на 50-ата годишнина на групата, на 6 ноември 2015 г. албумът е преиздаден под заглавието Animal Magnetism 50th Anniversary. Това преиздание включва шест допълнителни песни: Hey You, демо записите на Animal Magnetism, All Night Long и American Girls, като последната е извадена от първоначалния списък. Също така ранната версия на Heroes Don't Cry, наречена Get Your Love и Twentieth Century Man, със заглавие Restless Man.

## Списък с песните
Страна едно
1. Make it Real (Рудолф Шенкер, Херман Раребел) – 3:49
2. Don't Make No Promises (Your Body Can't Keep) (Матиас Ябс, Херман Раребел) – 2:55
3. Hold Me Tight (Рудолф Шенкер, Клаус Майне, Херман Раребел) – 3:53
4. Twentieth Century Man (Рудолф Шенкер, Клаус Майне) – 3:00
5. Lady Starlight (Рудолф Шенкер, Клаус Майне) – 6:11

Страна две
1. Falling in Love (Херман Раребел) – 4:09
2. Only a Man (Рудолф Шенкер, Клаус Майне, Херман Раребел) – 3:32
3. The Zoo (Рудолф Шенкер, Клаус Майне) – 5:28
4. Animal Magnetism (Рудолф Шенкер, Клаус Майне, Херман Раребел) – 5:56

Бонус песни в изданието от 2001 г.
1. Hey You (Рудолф Шенкер, Клаус Майне, Херман Раребел) – 4:29 (издадена в Best of Rockers 'n' Ballads в Япония и САЩ)

Бонус песни в изданието от 2015 г. за 50-ата годишнина на „Скорпиънс“
1. Hey You (Рудолф Шенкер, Клаус Майне, Херман Раребел) – 3:48
2. Animal Magnetism (демо версия) (Рудолф Шенкер, Клаус Майне, Херман Раребел) – 4:30
3. American Girls (демо версия) (Рудолф Шенкер, Клаус Майне) – 3:29
4. Get Your Love (демо версия на Heroes Don't Cry) (Рудолф Шенкер, Клаус Майне) – 3:42
5. Restless Man (демо версия на Twentieth Century Man) (Рудолф Шенкер, Клаус Майне) – 3:18
6. All Night Long (демо версия) (Рудолф Шенкер, Улрих Джон Рот, Клаус Майне) – 4:59

## Състав
| - Клаус Майне – вокали - Рудолф Шенкер – ритъм китара, хор и основни вокали на Hey You - Матиас Ябс – основна китара, хоро и хармоника - Херман Раребел – барабани и хор - Франсис Буххолц – бас и хор - Алън Макмилън: диригент - Адел Арман – цигулка - Виктория Ричард – цигулка - Пол Арман – виола - Ричард Арман – виолончело - Чалрз Елиът – контрабас - Мелвин Берман – обой - Джордж Стимпсън – валдхорна - Брад Вамаар – валдхорна Източник на информацията: Задната обложка на Animal Magnetism. | - Дитер Диркс – продуцент и миксиране - „Хипнозис“ – фотография, дизайн на обложката - Йенс Мюлер-Кословски и Джон Кремер – ремастеризация |

## Позиция в класациите
| Класация (1980 г.)                   | Най-висока позиция | Източник |
| ------------------------------------ | ------------------ | -------- |
| Великобритания („Ю Кей Албумс Чарт“) | 23                 | [ 20 ]   |
| Германия                             | 12                 | [ 19 ]   |
| Канада                               | 76                 | [ 17 ]   |
| САЩ („Билборд 200“)                  | 52                 | [ 15 ]   |
| САЩ („Рекърд Уърлд Албуми“)          | 63                 | [ 44 ]   |
| Швеция                               | 37                 | [ 21 ]   |

| Класация (1980 г.) | Най-висока позиция | Източник |
| ------------------ | ------------------ | -------- |
| Германия           | 44                 | [ 45 ]   |

### Седмични класации сингли
| Сингъл       | Класация                                      | Най-висока позиция | Източник |
| 1980 г.      | 1980 г.                                       | 1980 г.            | 1980 г.  |
| ------------ | --------------------------------------------- | ------------------ | -------- |
| Make it Real | Великобритания („Ю Кей Сингълс Чарт“)         | 72                 | [ 20 ]   |
| Make it Real | Великобритания („Рекърд Бизнес Сингълс Чарт“) | 89                 | [ 46 ]   |
| The Zoo      | Великобритания („Ю Кей Сингълс Чарт“)         | 75                 | [ 20 ]   |

### Позиция в класациите за 50-ата годишнина
| Класация (2015 г.) | Най-висока позиция | Източник |
| ------------------ | ------------------ | -------- |
| Белгия             | 137                | [ 47 ]   |
| Япония             | 88                 | [ 48 ]   |

## Сертификати
| Държава | Сертифициращ орган                              | Сертификат | Сертифицирани продажби | Източник |
| ------- | ----------------------------------------------- | ---------- | ---------------------- | -------- |
| Канада  | Канадска асоциация на звукозаписната индустрия  | Златен     | 50 000                 | [ 18 ]   |
| САЩ     | Асоциация на звукозаписната индустрия в Америка | Платинен   | 1 000 000              | [ 16 ]   |

## Цитати
1. ↑  Popoff 2016, с. 68.
2. ↑  Lovedrive Tour //  Live.   the-scorpions.com. Посетен на 2023-02-07. (на английски)
3. 1 2  Bell, Phil (1981-12-05). The Scorpions: Lord of the Stings - Interview with Herman Rarebell. Melody Maker
4. ↑  Popoff 2016, с. 82.
5. ↑  Animal Magnetism Documentary Part I - The Album //  Scorpions.   youtube.com, 2016-03-10. Посетен на 2023-02-07. (на английски)
6. 1 2  Popoff 2016, с. 81.
7. ↑  Popoff 2016, с. 80.
8. ↑  Popoff 2016, с. 80 и 81.
9. 1 2 3 4  Popoff 2016, с. 83.
10. ↑  Mineur, Matthias (2001). Animal Magnetism . EMI Records. 7243-5-35154-2-3.
11. 1 2  Popoff 2016, с. 84.
12. 1 2  Popoff 2016, с. 85.
13. ↑  Scorpions – Hey You //  Scorpions.   discogs.com. Посетен на 2023-02-07. (на английски)
14. ↑  ALBUM DETAILS Animal Magnetism //  Discography.   the-scorpions.com. Посетен на 2020-01-28. (на английски)
15. 1 2  Chart History Scorpions The Billboard 200 //   billboard.com. Посетен на 2023-02-01. (на английски)
16. 1 2  Gold & Platinum //  SCORPIONS.   riaa.com. Посетен на 2020-01-27. (на английски)
17. 1 2  Top Albums/CDs - Volume 22, No. 17, July 19 1980 //   collectionscanada.gc.ca.  Архивиран от оригинала на 2014-12-18. Посетен на 2023-02-07. (на английски)
18. 1 2  Gold Platinum Database //   musiccanada.com.  Архивиран от оригинала на 2013-10-31. Посетен на 2023-02-07. (на английски)
19. 1 2  ANIMAL MAGNETISM ALBUM //  SCORPIONS.   offiziellecharts.de. Посетен на 2023-02-07. (на немски)
20. 1 2 3 4 5  SCORPIONS //  Albums.   officialcharts.com. Посетен на 2023-02-07. (на английски)
21. 1 2  SCORPIONS - ANIMAL MAGNETISM (ALBUM) //  Scorpions.   swedishcharts.com. Посетен на 2023-02-07. (на английски)
22. ↑  Scorpions – Lady Starlight //  Scorpions.   discogs.com. Посетен на 2023-02-07. (на английски)
23. ↑  Make It Real //  DISCOGRAPHY.   the-scorpions.com. Посетен на 2023-02-07. RELEASE DATE: March 31, 1980 (на английски)
24. ↑  The Zoo //  DISCOGRAPHY.   the-scorpions.com. Посетен на 2023-02-07. RELEASE DATE: August 25, 1980 (на английски)
25. ↑  Scorpions – Only A Man //  Scorpions.   discogs.com. Посетен на 2023-02-07. (на английски)
26. 1 2 3  Animal Magnetism Tour //  Live.   the-scorpions.com. Посетен на 2023-02-07. (на английски)
27. ↑  Animal Magnetism Documentary Part II - The Tour //  Scorpions.   youtube.com. Посетен на 2023-02-07. (на английски)
28. ↑  Animal Magnetism - album 1980 //   hipgnosiscovers.com. Посетен на 2023-02-07. (на английски)
29. 1 2  Animal Magnetism Documentary Part III - Artwork //  Scorpions.   youtube.com. Посетен на 2023-02-07. (на английски)
30. ↑  Popoff 2016, с. 79 и 80.
31. ↑  Cerio, Steven. Album cover artist who founded the design studio known as Hipgnosis //  interviews.   happyhomelandstore.com.  Архивиран от оригинала на 2012-02-06. Посетен на 2022-02-07. (на английски)
32. ↑  Syrjälä, Marko. Francis Buchholz ex-Scorpions //   metal-rules.com, 2007-01-15.  Архивиран от оригинала на 2008-05-14. Посетен на 2023-02-07. (на английски)
33. 1 2  Weber, Barry. AllMusic Review by Barry Weber //  Album Overview.   allmusic.com. Посетен на 2020-01-28. (на английски)
34. ↑  Larkin 2006, с. 1976.
35. 1 2  Lewry, Fraser. Scorpions: Reissues //  Reviews.   loudersound.com, 2015-10-30. Посетен на 2023-02-06. (на английски)
36. ↑  Popoff, Martin (2005). The Collector's Guide to Heavy Metal: Volume 2: The Eighties. Canadá: Collector's Guide Publishing. p. 318-319. ISBN 978-1894959315.
37. 1 2  FRICKE, DAVID. Scorpions Animal Magnetism //  Album Reviews.   ollingstone.com, 1980-06-26.  Архивиран от оригинала на 2007-06-26. Посетен на 2023-02-07. (на английски)
38. ↑  Rivadavia, Eduardo. Scorpions Albums Ranked Worst to Best //   ultimateclassicrock.com, 2015-09-18. Посетен на 2023-02-07. (на английски)
39. ↑  Dome, Malcolm. Every Scorpions album ranked from worst to best //  Classic Rock.   loudersound.com, 2022-05-11. Посетен на 2023-01-17. (на английски)
40. ↑  Scorpions: Bad For Good: The Very Best of Scorpions //   popmatters.com, 2002-10-15. Посетен на 2023-02-07. (на английски)
41. ↑  McCann, Adam. Scorpions – ‘Animal Magnetism’ //   metal-digest.com.  Архивиран от оригинала на 2023-02-07. Посетен на 2023-02-07. (на английски)
42. ↑  ALBUM DETAILS Live Bites //  Discography.   the-scorpions.com. Посетен на 2023-02-07. (на английски)
43. ↑  SCORPIONS: 'Animal Magnetism' 50th-Anniversary Deluxe Edition Audio Samples //   blabbermouth.net, 2015-11-11. Посетен на 2023-02-07. (на английски)
44. ↑  Record World Albums (pdf) //   Record World, 1980-06-28. Посетен на 2023-11-16. (на английски)
45. ↑  Top 100 Album-Jahrescharts //  Offizielle Deutsche Charts.   offiziellecharts.de.  Архивиран от оригинала на 2022-10-23. Посетен на 2023-11-16. (на немски)
46. ↑  The Singles Chart 61-100 (pdf) //   Record Business, 1980-05-05. p. 7. Посетен на 2023-12-14. (на английски)
47. ↑  Scorpions – Animal Magnetism //  Albums Charts.   ultratop.be. Посетен на 2023-02-07. (на френски)
48. ↑  スコーピオンズ //  スコーピオンズのランキング.   oricon.co.jp.  Архивиран от оригинала на 2016-04-04. Посетен на 2023-02-07.